# Rétközberencs, Szabolcs-Szatmár-Bereg
Rétközberencs  este un sat în districtul Kisvárda, județul Szabolcs-Szatmár-Bereg, Ungaria, având o populație de 1.104 locuitori (2011). 

## Demografie
Componența etnică a satului Rétközberencs
     Maghiari (77,15%)
     Romi (22,85%)
Componența confesională a satului Rétközberencs
     Reformați (64,04%)
     Romano-catolici (14,04%)
     Fără religie (5,07%)
     Greco-catolici (3,53%)
     Necunoscută (13,32%)
     Alte religii (4,98%)
Conform recensământului din 2011, satul Rétközberencs avea 1.104 locuitori. Din punct de vedere etnic, majoritatea locuitorilor (77,15%) erau maghiari, cu o minoritate de romi (22,85%).  Din punct de vedere confesional, majoritatea locuitorilor (64,04%) erau reformați, existând și minorități de romano-catolici (14,04%), persoane fără religie (5,07%) și greco-catolici (3,53%). Pentru 13,32% din locuitori nu este cunoscută apartenența confesională.